# Linus Obexer
Linus Obexer (Berna, 5 giugno 1997) è un calciatore svizzero, difensore dell'Aarau.

## Caratteristiche tecniche
È un terzino sinistro.

## Carriera
Cresciuto nel settore giovanile dello Young Boys, ha esordito in prima squadra il 12 maggio 2016 disputando l'incontro di Super League vinto 3-1 contro il San Gallo.

## Statistiche
Statistiche aggiornate al 15 novembre 2019.

### Presenze e reti nei club
| Stagione          | Squadra           | Campionato        | Campionato | Campionato | Coppe nazionali | Coppe nazionali | Coppe nazionali | Coppe continentali | Coppe continentali | Coppe continentali | Altre coppe | Altre coppe | Altre coppe | Totale | Totale | Totale |
| Stagione          | Squadra           | Comp              | Pres       | Reti       | Comp            | Pres            | Reti            | Comp               | Pres               | Reti               | Comp        | Pres        | Reti        | Pres   | Reti   |        |
| ----------------- | ----------------- | ----------------- | ---------- | ---------- | --------------- | --------------- | --------------- | ------------------ | ------------------ | ------------------ | ----------- | ----------- | ----------- | ------ | ------ | ------ |
| 2015-2016         | Young Boys        | SL                | 3          | 0          | CS              | 0               | 0               | -                  | -                  | -                  | -           | -           | -           | 3      | 0      |        |
| 2016-2017         | Young Boys        | SL                | 5          | 0          | CS              | 2               | 0               | UCL+UEL            | 1+1                | 0                  | -           | -           | -           | 9      | 0      |        |
| Totale Young Boys | Totale Young Boys | Totale Young Boys | 8          | 0          |                 | 2               | 0               |                    | 3                  | 0                  |             | -           | -           | 70     | 0      |        |
| 2017-2018         | Neuchâtel Xamax   | CL                | 15         | 0          | CS              | 2               | 1               | -                  | -                  | -                  | -           | -           | -           | 17     | 1      |        |
| 2018-2019         | Aarau             | CL                | 33+2       | 0          | CS              | 2               | 0               | -                  | -                  | -                  | -           | -           | -           | 37     | 0      |        |
| 2019-2020         | Lugano            | SL                | 11         | 0          | CS              | 2               | 0               | UEL                | 3                  | 0                  | -           | -           | -           | 16     | 0      |        |
| Totale carriera   | Totale carriera   | Totale carriera   | 67+2       | 0          |                 | 8               | 1               |                    | 5                  | 0                  |             | -           | -           | 82     | 0      |        |

## Palmarès
- Challenge League: 1

Neuchâtel Xamax: 2017-2018